# Trémaouézan
Trémaouézan település Franciaországban, Finistère megyében. Lakosainak száma 492 fő (2022. január 1.). Trémaouézan Ploudaniel, Plouédern és Plounéventer községekkel határos.

## Népesség
A település népessége az elmúlt években az alábbi módon változott:
| Lakosok száma | 283  | 345  | 370  | 410  | 535  | 556  | 575  | 532  | 511  | 492  |
|               | 1968 | 1982 | 1990 | 2006 | 2013 | 2015 | 2017 | 2019 | 2020 | 2022 |